# Lukovac (Mljet)
Koordinati:   42°42′10″N, 17°39′48″E
Lukovac je majhen nenaseljen otoček v Jadranskem morju. Pripada Hrvaški.
Lukovac leži okoli 1,2 km južno od vzhodnega dela otoka Mljeta. Njegova površina meri 0,021 km². Dolžina obalnega pasu je 0,54 km.